# Ischaemum amethystinum
Ischaemum amethystinum är en gräsart som beskrevs av Jean Paul Antoine Lebrun. Ischaemum amethystinum ingår i släktet Ischaemum och familjen gräs. Inga underarter finns listade i Catalogue of Life.